# Superbike-VM 2012

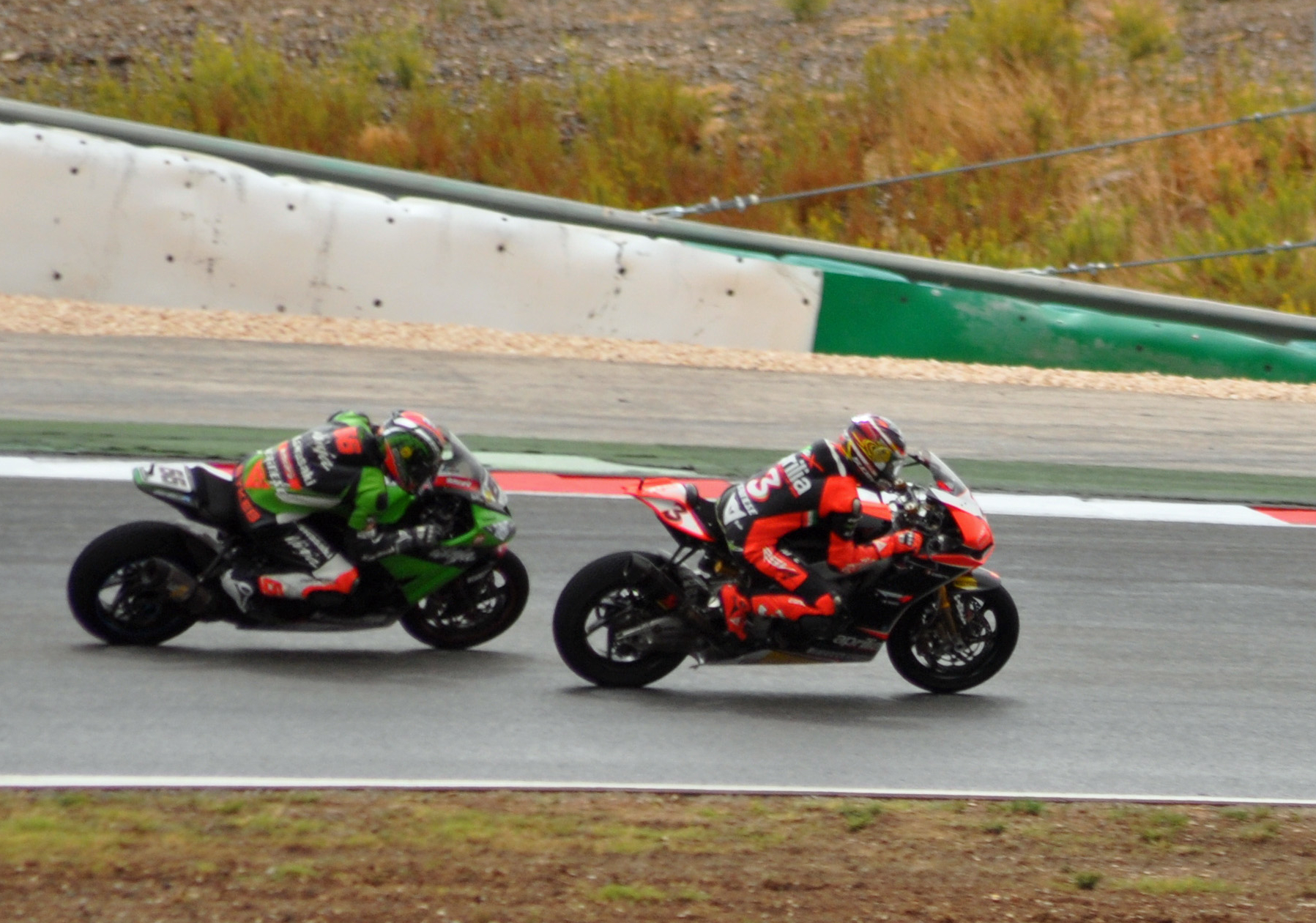
Biaggi (höger) och Sykes (vänster) hade en hård kamp om VM-titeln. Här i Portugal.

Superbike-VM 2012 kördes över 14 omgångar och 27 heat (Ett heat blev inställt). Max Biaggi på Aprilia blev världsmästare för förare med 358 poäng. Endast 0,5 poäng före Tom Sykes. Aprilia vann världsmästerskapet för tillverkare. Säsongen inleddes den 26 februari i Australien och avslutades den 7 oktober i Frankrike.

## Tävlingskalender och heatsegrare
| Datum        | Bana           | Vinnare heat 1   | Märke    | Vinnare heat 2   | Märke    |
| ------------ | -------------- | ---------------- | -------- | ---------------- | -------- |
| 26 februari  | Phillip Island | Max Biaggi       | Aprilia  | Carlos Checa     | Ducati   |
| 1 april      | Imola          | Carlos Checa     | Ducati   | Carlos Checa     | Ducati   |
| 22 april     | Assen          | Sylvain Guintoli | Honda    | Jonathan Rea     | Honda    |
| 6 maj        | Monza          | Inställt         |          | Tom Sykes        | Kawasaki |
| 13 maj       | Donington      | Marco Melandri   | BMW      | Jonathan Rea     | Honda    |
| 28 maj       | Miller         | Carlos Checa     | Ducati   | Marco Melandri   | BMW      |
| 10 juni      | Misano         | Max Biaggi       | Aprilia  | Max Biaggi       | Aprilia  |
| 1 juli       | Aragón         | Max Biaggi       | Aprilia  | Marco Melandri   | Ducati   |
| 22 juli      | Brno           | Marco Melandri   | Ducati   | Marco Melandri   | Ducati   |
| 5 augusti    | Silverstone    | Loris Baz        | Kawasaki | Sylvain Guintoli | Honda    |
| 26 augusti   | Moskva         | Tom Sykes        | Kawasaki | Marco Melandri   | Ducati   |
| 9 september  | Nürburgring    | Max Biaggi       | Aprilia  | Chaz Davies      | Aprilia  |
| 23 september | Algarve        | Tom Sykes        | Kawasaki | Eugene Laverty   | Aprilia  |
| 7 oktober    | Magny-Cours    | Sylvain Guintoli | Honda    | Tom Sykes        | Kawasaki |